# Runek (Beskid Sądecki)

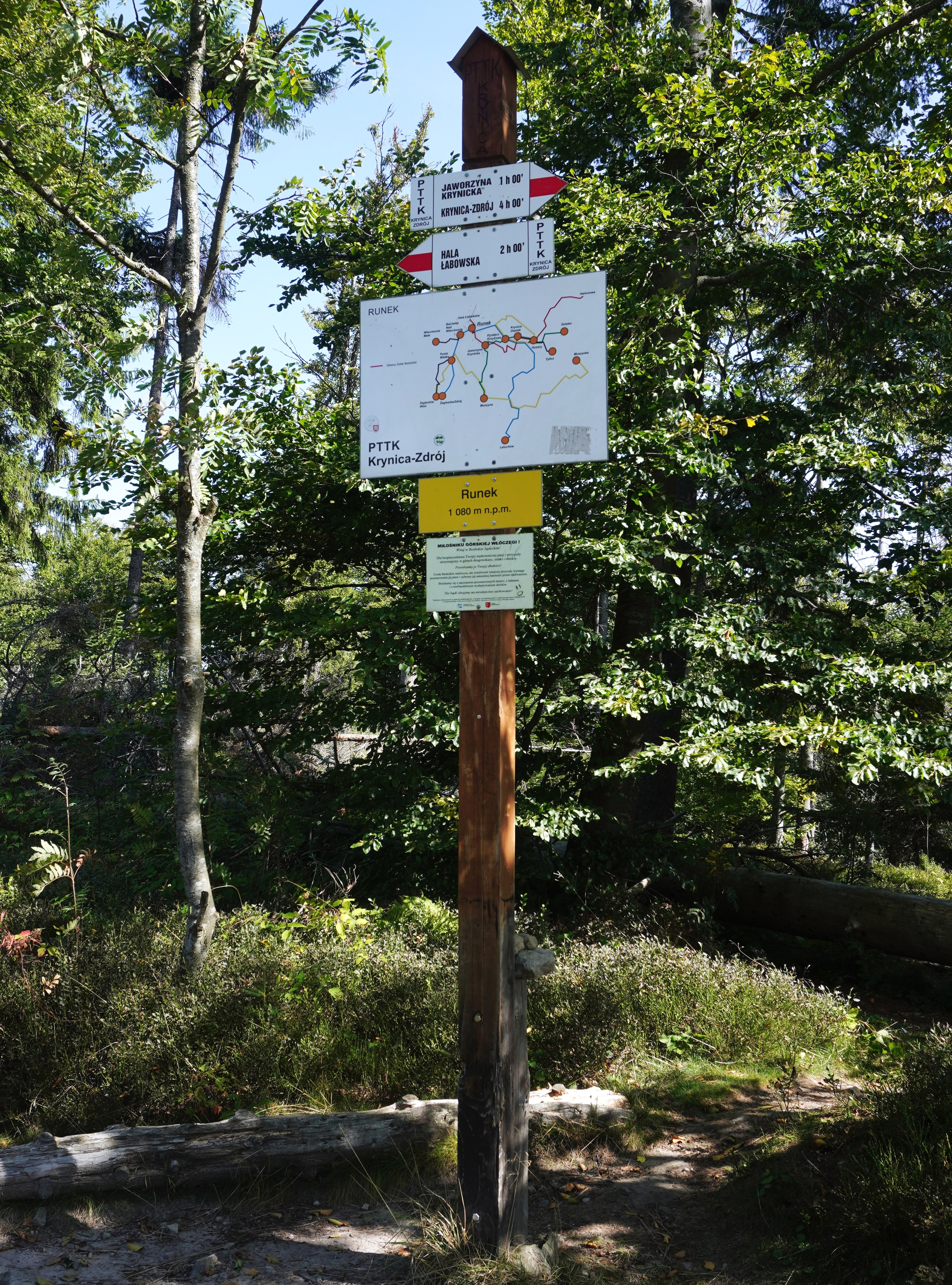
Szczyt Runka

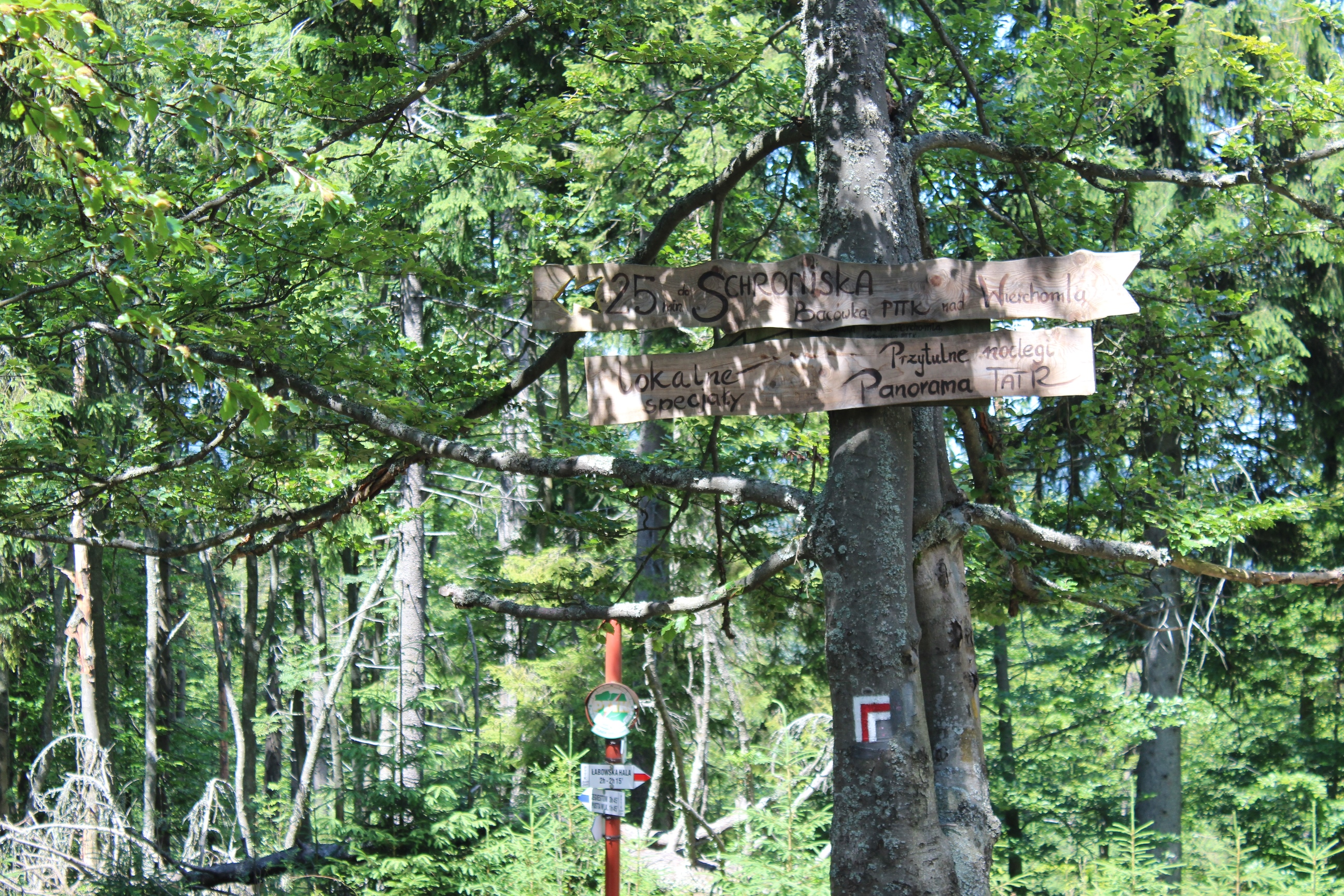
Drogowskazy na szczycie Runka

Runek (1080 m) – szczyt w Beskidzie Sądeckim, w głównej grani Pasma Jaworzyny. 

## Topografia
Jest szczytem zwornikowym. W południowo-zachodnim kierunku odchodzi od Runka najdłuższy boczny grzbiet Pasma Jaworzyny. Poprzez Jaworzynkę (1001 m) i Pustą Wielką (1061 m) opada on do Popradu w Żegiestowie-Zdroju. W północnym kierunku odchodzi krótszy grzbiet z wierzchołkiem Wysoki Wierch (845 m) opadający do doliny Kamienicy Nawojowskiej. Na mapach około 200 m na południe od Runka wyróżniany jest drugi szczyt Czubakowska (1082 m). Obydwa te szczyty (Runek i Czubakowska) są mało wybitne, znajdują się w niemal równym odcinku grani. Z północno-zachodnich stoków Runka spływa potok Potasznia, z południowych Mała Wierchomlanka. Na północną stronę, do Kamienicy Nawojowskiej spływają potoki Kryśców Potok i Łosiański Potok. 

## Opis szczytu
Runek jest zalesiony, więc pozbawiony widoków. Jednak na jego południowo-zachodnim grzbiecie znajduje się ciąg kilku widokowych polan: Polana Gwiaździsta, Polana nad Wierchomlą (a na niej Bacówka PTTK nad Wierchomlą), Długie Młaki i Wyżne Młaki. Dawniej były to łąki i pastwiska Łemków zamieszkujących te okolice (zostali w 1947 wysiedleni w ramach Akcji Wisła). W bliskim sąsiedztwie szczytu Runka znajdują się dwa rezerwaty przyrody. Na jego północnym grzbiecie jest rezerwat przyrody w Łosiach, a na pobliskim Lembarczku rezerwat przyrody Lembarczek.

## Historia
W 1925 zaczęło funkcjonować schronisko „Zochna”, prowadzone przez Oddział Polskiego Towarzystwa Tatrzańskiego „Beskid” w Nowym Sączu. Obiekt spłonął w 1934.
Nazwa Runek pochodzi prawdopodobnie od wołoskiego słowa runc, które oznacza polanę po wypalonym lesie. Miała zostać utworzona w XVI wieku podczas wędrówek Wołochów w tych okolicach.

## Szlaki turystyczne
– czerwony: Rytro – Schronisko PTTK na Hali Łabowskiej – Runek – Jaworzyna Krynicka (Główny Szlak Beskidzki)
 – niebieski: Runek – Bacówka PTTK nad Wierchomlą (ok. 30 min) – Pusta Wielka – Żegiestów-Zdrój.